# Francisco António Solha
D. Francisco António Solha (1720-1794) foi um mestre organeiro galego, radicado em Portugal na segunda metade do século XVII. 
Foi responsável pela construção, dentre outros, dos órgãos do Convento de Tibães, da matriz de S. Salvador em Penajóia, da Sé de Lamego., Mosteiro de Pombeiro e Igreja de São Gonçalo em Amarante.
Ocupou também a função de vice-cônsul da Espanha na região portuguesa de Guimarães, Pombeiro, Felgueiras e Montelongo.